# Navelsträngsblodbank
En navelsträngsblodbank är en inrättning som lagrar navelsträngsblod för framtida bruk. 
Publika navelsträngsblodbanker tar emot donerat navelsträngsblod, blod som finns kvar i navelsträngen och moderkakan efter att barnet är fött och navelsträngen klippts av. Blodet innehåller unika stamceller som kan användas för transplantationer till svårt sjuka personer. 
För att kunna donera stamceller till en annan person måste man ha samma HLA-typ (vävnadstyp) som patienten. Det finns flera miljoner olika HLA-typer. Några är vanliga medan andra är mer sällsynta. 
Vid behov kan man leta efter en donator med matchande HLA-typ i en publik navelsträngsblodbank, därav benämningen publik bank.
Privata navelsträngsblodbanker innebär att en familj kan spara navelsträngsblodet från sitt nyfödda barn i ett privat frysfack. Det sparas då för barnet ifråga.